# Bozba’i
Bozba’i (pers. ‏بزبای‎) – wieś w Afganistanie położona w wilajecie Badghis.